# لو بينغ
لو بينغ (بالصينية: 陆兵) هو سياسي صيني، ولد في 1944 في الصين. حزبياً، نشط في الحزب الشيوعي الصيني. وقد انتخب عضو اللجنة الدائمة للمجلس الوطني لنواب الشعب الصيني ‏ خلال فترته النيابية ‏ وانتخب عضو مجلس الشعب الصيني ‏ خلال فترته النيابية ‏.